# Вонсам
Вонса́м (кор. 원삼) — женское церемониальное пальто в ханбоке — традиционная корейская одежда. Вонсам носили королева, придворные дамы высокого ранга, а также другие женщины из королевской семьи во времена династии Чосон (1392—1910). Он также назывался «тэи» (大衣 — большая одежда), «тэсу» (大袖 — широкие рукава) и «чансам» (長衫 — длинная одежда). Королева, принцессы-консорты, а также супруга первого сына наследного принца, носили его как соребок — мантию для малых церемоний, в то время как жёны высокопоставленных чиновников и сангун (придворные дамы) носили его как тэребок — мантию для крупных церемоний.
Цвет и украшения одежды вокруг шеи, плеч и спины говорили о статусе женщины. Например, жёлтый цвет использовался для вонсамов императриц, красный для королев, пурпурный цвет чаджо́к (紫赤) для конкубин и принцесс-консортов, а зелёный для принцесс и женщин янбан (феодально-помещичья знать). Простолюдинкам разрешалось носить зелёный вонсам, но только на свадебной церемонии.
Для вонсама использовались различные виды шёлка. Зимний вонсам изготавливали из «тан» (緞) — толстого шёлка c блестящей поверхностью, атласного переплетения, а летний вонсам делали из тонкого шёлка «са» (紗).
В отличие от пхо — национального корейского пальто с узкими рукавами, вонсам основан на пальто с широкими рукавами китайской эпохи Тан. Китайская система одежды появилась в Корее, когда король Мунму — 30 король государства Силла, провёл реформу относительно женской одежды в 664 году. После того, как была принята китайская система одежды, вонсам постепенно стал отличаться от китайской одежды и приобрёл особенности, свойственные традиционной корейской одежде.
В настоящее время вонсам носят преимущественно на показе королевских церемоний династии Чосон[уточнить] или как предмет свадебного наряда, а также используют упрощённый вариант вонсама для исполнения традиционных корейских танцев.

## Галерея
- Nokwonsam (зелёный вонсам) для принцессы.[9]
- Nokwonsam на выставке в музее Азиатского искусства в Сан-Франциско.
- Танцовщицы, одетые в вонсам и исполняющие корейский танец Тхэпхёнму.